# Karel Ludvík Fridrich Meklenbursko-Střelický
Karel Ludvík Fridrich Meklenbursko-Střelický (německy Herzog Carl Ludwig Friedrich zu Mecklenburg, Prinz von Mirow) 23. února 1708, Neustrelitz, Meklenbursko-Přední Pomořansko – 5. června 1752, Mirow, Meklenbursko-Přední Pomořansko) byl člen dynastie Meklenburských a otec Šarloty, královny Británie a Hannoverska.

## Život
Narodil se jako jediný syn Adolfa Fridricha II., vévody Meklenbursko-Střelického, a jeho třetí manželky, princezny Kristýny Emílie Schwarzburg-Sondershausen. Jeho otec zemřel, když mu byly pouhé tři měsíce. Otcovým následníkem se stal Karlův nevlastní bratr Adolf Fridrich III., vévoda Meklenbursko-Střelický. Karel po otci zdědil Mirow a Nemerow. Po otcově smrti žil s matkou v Mirow. Později navštěvoval Greifwaldskou univerzitu v Pomořansku.
Karel, který hrál na příčnou flétnu, vyrazil v roce 1726 na evropské turné, aby se toho o hudbě dozvěděl více. Navštívil Ženevu, Itálii a Francii, pak odjel do Vídně, kde krátce vstoupil do služby k císaři Svaté říše římské jako podplukovník. Poté se vrátil do Mirow.
Po opuštění armády žil se svou rodinou na zámku v Mirow, kde trávil většinu času správou svého majetku a účastí na výchově a vzdělávání vlastních dětí. V Mirow žil až do své smrti, která ho zastihla ve věku 44 let.
Když v prosinci roku 1752 zemřel jeho starší bratr Adolf Fridrich III. bez potomků, stal se Karlův syn vévodou Adolfem Fridrichem IV. Meklenbursko-Střelickým.

## Rodina
Dne 5. února 1735 se v Eisfeldu oženil s princeznou Alžbětou Albertinou Sasko-Hildburghausenskou, dcerou Arnošta Fridricha I., vévody Sasko-Hildburghausenského. Byla regentkou jejich syna v roce 1752 a sehrála důležitou roli v boji o trůn. Měli spolu deset dětí, z nichž šest se dožilo dospělosti.

## Potomci
- Kristýna (6. prosinec 1735 – 31. srpen 1794), svobodná a bezdětná
- Karolína (*/† 22. prosinec 1736)
- Adolf Fridrich IV. (5. květen 1738 – 2. červen 1794), vévoda Meklenburský, nikdy se neoženil
- Alžběta Kristýna (13. duben 1739 – 9. duben 1741), zemřela v dětství
- Žofie Luisa (16. květen 1740 – 31. leden 1742), zemřela v dětství
- Karel II. (10. říjen 1741 – 6. listopad 1816), vévoda Meklenburský ∞1. Frederika z Hesse-Darmstadt, 2. princezna Šarlota z Hesse-Darmstadt
- Arnošt Gottlob Albert (27. srpen 1742 – 27. leden 1814), svobodný a bezdětný
- Šarlota (19. květen 1744 – 17. listopad 1818), ⚭ 1761 Jiří III. (4. června 1738 – 29. ledna 1820), vévoda brunšvicko-lüneburský, kurfiřt a král hannoverský, král Království Velké Británie a Irska, a od spojení obou zemí, král Spojeného království Velké Británie a Irska od roku 1760 až do své smrti
- Gotthelf (29. říjen 1745 – 31. říjen 1745), zemřel v dětství
- Jiří Augustus (16. srpen 1748 – 14. listopad 1785), svobodný a bezdětný

Karel byl dědečkem krále Jiřího IV.